# 長銀事件
長銀事件（ちょうぎんじけん）とは、旧日本長期信用銀行が1998年3月の決算期に絡んで粉飾決算容疑で旧経営陣3名逮捕された事件である。

## 概要
1998年当時、長銀は財政悪化に苦しんでいた。そして、1998年3月期決算において関連ノンバンクへなどへの不良債権を処理せず、損失を約3100億円も少なく記載した有価証券報告書を提出した。その結果、配当できる利益がないにもかかわらず株主に約71億円を違法配当した。その年、金融再生法の適用第一号となり、長銀は破たんした。その後、長銀は一時国有化された。当時、24兆円もの資産を持つ大規模銀行の破たんは世界でも例がなかった。その後、投入された公的資金約7兆8,000億円のうち約3兆6,000億円は損失を回収できなかった。東京地方検察庁特別捜査部がこの事件を捜査する中で1999年5月に重要視していた経営陣のうち2名が自殺した。その後、特別捜査部は、1998年3月期決算などの違法配当などの粉飾決算容疑や「融資の資料は存在しない」などと虚偽の報告をした検査妨害罪で1999年6月に大野木克信頭取ら旧経営陣3名を証券取引法違反の容疑で逮捕した。

## 裁判経過
その後、3名は粉飾決算した証券取引法違反で起訴された。1996年の大蔵省検査や1998年の日銀考査の際に大野木頭取ら旧経営陣ら2名の指示で関連ノンバンクの融資資料を役員会の議事録等を改ざんしたり原本をシュレッダーで破棄したりした銀行法違反（検査妨害罪）でも捜査対象となったが、指示を受けた2名は従属的立場であることや指示をした大野木頭取ら2名は証券取引法違反で起訴されている事や長銀が破綻して外資系新銀行として再生すること等を考慮して起訴猶予処分となった。
旧経営陣3名は当初は粉飾決算の罪を認めていたものの、当時の会計基準と照らして適法だったと裁判では無罪を主張。2002年9月、東京地裁は1997年3月に旧大蔵省から出された資産査定通達に従い、関連ノンバンクなどへの査定を厳しくするべきだったとして執行猶予付きの有罪判決を下す。東京高裁も2005年6月21日に控訴を棄却して大野木被告は懲役3年・執行猶予4年、元頭取の鈴木恒男・元副頭取の須田正己被告は懲役2年・執行猶予3年とした。しかし、2008年7月18日の最高裁判決にて、当時の旧大蔵省から出された資産査定通達は指針にすぎず、大手18行のうち14行が旧基準で不良債権処理をしていたという実態から、当時の会計処理は罪に問えないと無罪判決を下す。しかし、裁判長の1人古田佑紀は「長銀の決算は当時は違法ではないが、抱えている不良債権の実態と大きく離れており、企業の財務状態をできる限り客観的に表すべき企業会計の原則や企業の財務状態の透明性を確保することを目的とする証券取引法における企業会計の開示制度の観点から見れば、大きな問題があったものであることは明らか」と指摘していて、長銀の決算に問題があったとする補足意見を述べている。
長銀の不良債権を引き継いだ整理回収機構は、民事裁判を起こしていたが1998年3月期決算などについての賠償責任は認められなかった。

## その他
- この判決は長銀事件と構造が似ている旧日本債券信用銀行が起こした日債銀事件にも影響を及ぼしたと言われている（日債銀の旧経営陣の裁判は最高裁が審理を差し戻し、差し戻し控訴審で無罪判決が確定）。日債銀事件で大蔵省OBが起訴されているのに長銀事件では経営陣にしか責任を求めていないという点や、長銀の破たんの原因と呼ばれる杉浦敏介は公訴時効により刑事責任を免れている点が指摘されている。
- 検察による調査も問題が生じている[1]。